# Юрген Джазула
Юрген Джазула (собственото име на немски, фамилията на албански: Jürgen Gjasula), правилен правопис на фамилията от албански Джасула) е албански футболист с немско гражданство.  Играе като плеймейкър и в България е познат от престоя си в Литекс (Ловеч) през 2013 г.

## Състезателна кариера
Юрген Джазула е роден на 5 декември 1985 г. в Тирана, Албания. Когато е на 4 години семейството му се мести във Фрайбург. В детските си години тренира футбол в аматьорските ФК Фрайбургер, Блау-Вайс Фрайбург и ПСВ Фрайбург. На 16 години преминава в елитния Фрайбург, но така и не записва дебют в Първа Бундеслига, а играе предимно за втория отбор. През сезон 2004 – 05 преминава в Кайзерслаутерн за когото записва седем шампионатни срещи в елита.
През следващия сезон преминава в Санкт Гален. В Швейцарската Суперлига записва 86 срещи и отбелязва 7 гола. През 2008 г. новият треньор Красимир Балъков го обявява за ненужен и го освобождава от отбора.
На 2 юни 2008 г. подписва тригодишен договор с шампиона Базел, където треньор му е Торстен Финк. Дебютът му е на 18 юли 2008 г. при победата с 2:1 над Йънг Бойс.
На 30 юли 2008 г. в квалификационен мач от Шампионската лига прави дебют за Базел и в евротурнирите, като отборът му завършва наравно 1:1 при гостуването на ИФК Гьотеборг. Участва и в реванша на Санкт Якоб Парк, завършил с победа 4:2 в полза на домакините.
В груповата фаза от турнира записва мачове срещу отборите на Спортинг Лисабон и Барселона . в групата е и за срещите с Шахтьор Донецк, но не влиза в игра.
За един сезон записва 18 срещи за шампионата и отбелязва два гола. След края на сезона обявява пред ръководството желанието си да напусне и да се завърне в Германия.
На 31 август 2009 г. подписва двегодишен договор със състезаващия се във Втора Бундеслига Франкфурт. През втория си сезон записва 32 срещи и става втори голмайстор на отбора с 6 гола.
След изтичане на договорът му напуска и в началото на сезон 2011 – 12 подписва като свободен агент с друг втородивизионен клуб – Дуисбург. В първия си сезон записва 30 срещи и отбелязва две попадения. През месец юли 2012 г. получава възпаление на сърдечния мускул и отсъства от терените в продължение на цели шест месеца. Завръща се в игра на 9 февруари 2013 г. в мач срещу Мюнхен 1860. След края на сезона договорът му с клуба не е продължен и Юрген Джазула подписва като свободен агент с Литекс (Ловеч) до 2015 година., където е гласен за заместник на трансферирания в ЦСКА Москва Георги Миланов.
На 28 юли 2013 г. в мач от първия кръг на сезон 2013/14 при своят дебют за Литекс в официален мач вкарва два гола срещу Нефтохимик за домакинската победа с 4:1.
За „оранжевите“ записва 30 срещи в които отбелязва 9 гола. Не успява да се наложи и след изтичане на договорът му през лятото на 2014 г., нов такъв не му е предложен и Джазула напуска като свободен агент.

## Национален отбор
На 7 юни 2013 г. получава първата си повиквателна от албанския национален отбор за квалификациите за Световното първенство през 2014 г. срещу Норвегия.
Официалният му дебют е на 10 септември 2013 г. в мач от същите квалификации срещу отбора на Исландия.

## Семейство
По-малкият му брат Клаус Джазула (род. 1989 г.) също е футболист и играе за втория отбор на Дуисбург.